# Beiguornis
Beiguornis es un género extinto de ave bohaiornítida de la Formación Longjiang del Cretácico inferior en Mongolia Interior, China. El género contiene una sola especie, Beiguornis khinganensis. Beiguornis es la primera y única ave enantiornita conocida de la Formación Longjiang. En el análisis filogenético realizado por los autores descriptores, Beiguornis forma un grupo monofilético con los bohaiornítidos Sulcavis y Zhouornis.

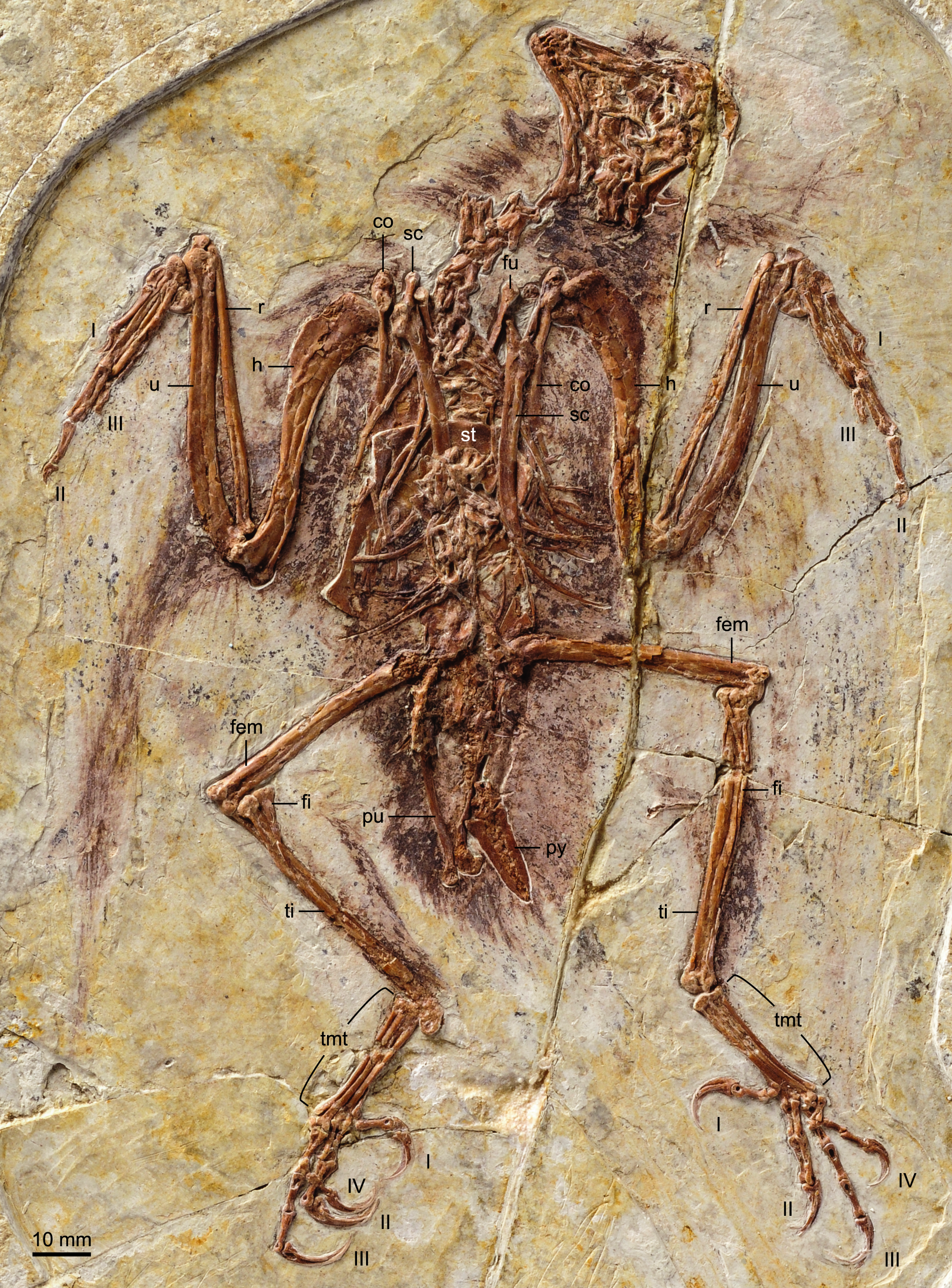
Espécimen holotipo del género relacionado Zhouornis